# Synagoga Israela Goldsteina
Synagoga Israela Goldsteina se nachází v kampusu Hebrejské univerzity v městské čtvrti Giv'at Ram v západní části Jeruzaléma. Nese jméno rabína Israela Goldsteina (1896–1986), představitele sionismu a jednoho za zakladatelů Brandeis University v americkém státě Massachusetts.
Synagoga s kapacitou 100 lidí je postavena z bílého betonu a její vnitřní prostor je podepřen osmi sloupy. Vznikla podle projektu, jehož autory jsou architekti David Resnick a Heinz Rau. Zasvěcena byla 7. srpna 1957. Obřadu se zúčastnil tehdejší izraelský prezident Jicchak Ben Cvi.

## Ocenění
- Zeev Rechter Prize for architecture (1965)
- Roku 1975 se synagoga objevila na sérii poštovních známek věnovaných architektuře Izraele.[1]

## Galerie

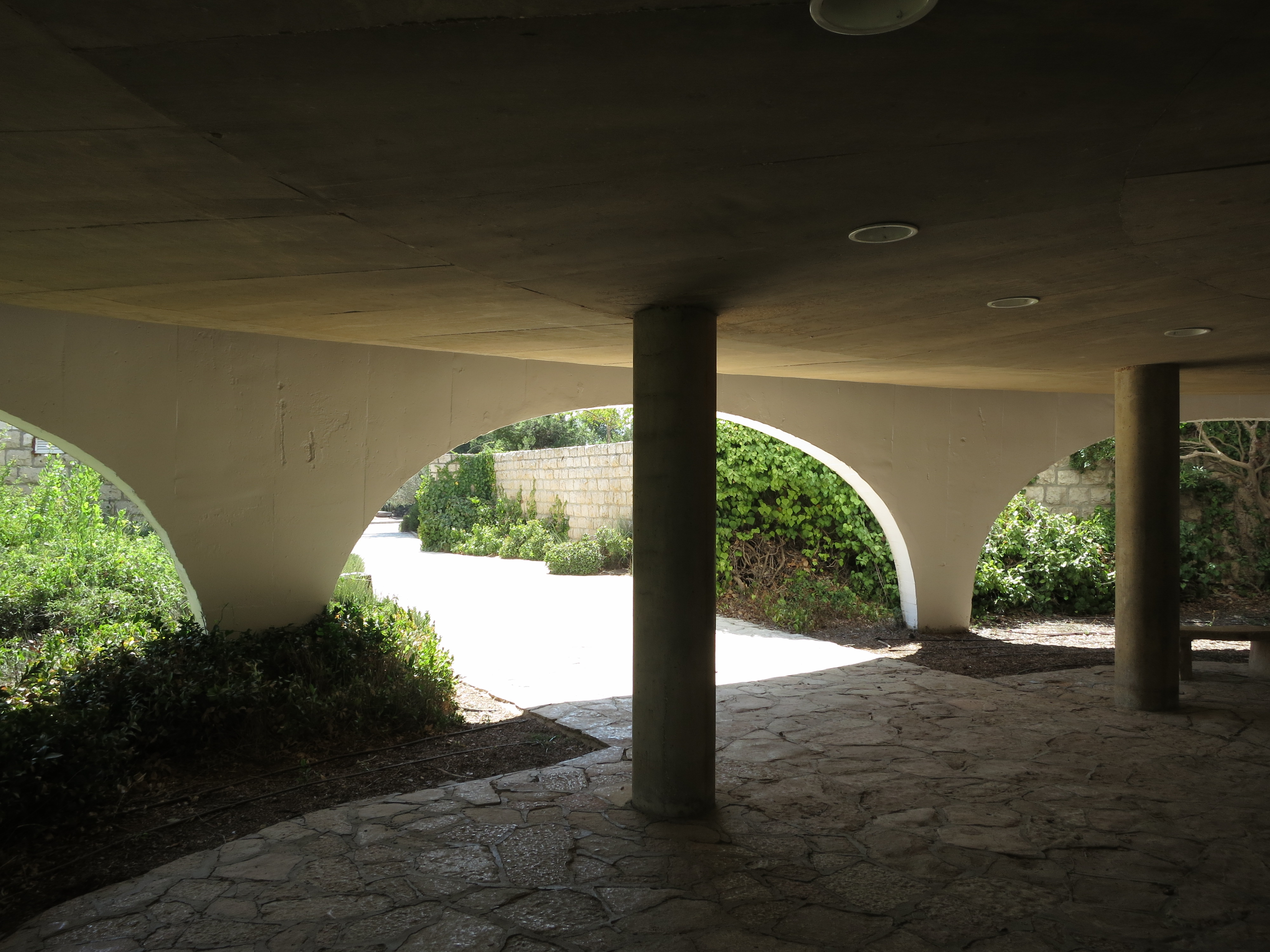
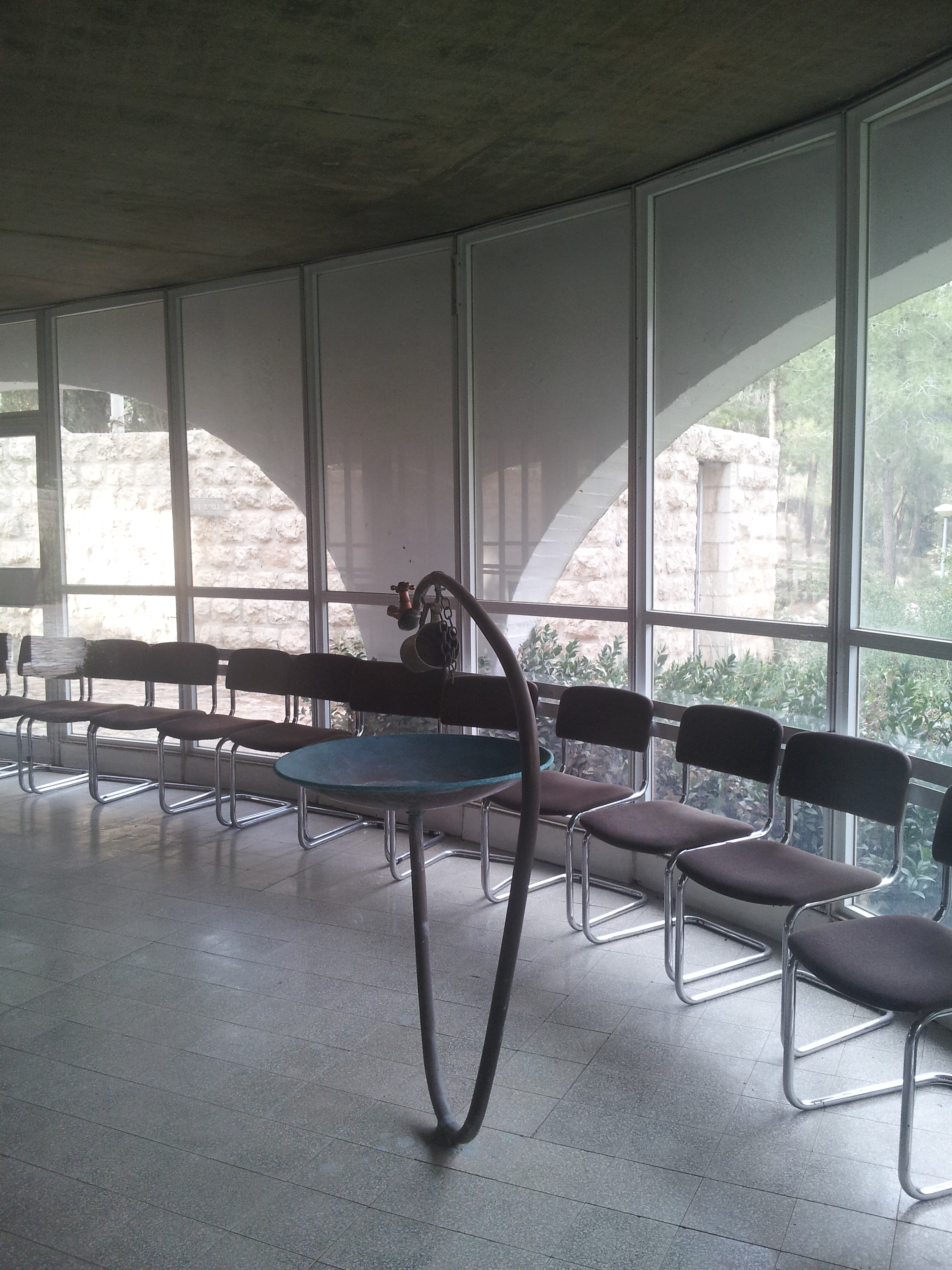